# Rap metal
Rap metal også kendt som rapcore er en sammensætning af teknikker fra hip hop, punk og heavy metal. Det bliver tit omtalt som rapcore og har haft en meget stor indflydelse på nu metalgenren som f.eks. Linkin Park der bruger rap. 
Rap metal opstod i midten af 80'erne sammen med genren funk metal. De mest typiske instrumenter er bass, guitar, trommer, rap, keyboard, drejeskive (skratch), sampler de tre sidstnævnte har givet musikken en meget teknisk lyd. 
De første rapcorebands der fik en større popularitet var bands som Rage Against the Machine og Urban Dance Squad 

## Tema
Et meget typisk tema indefor rapcore kunne være politik som f.eks. Rage Against the Machine, downset, Senser, og Aztlan Underground bruger. 